# Jan Wegereef
Jan Willem Wegereef (Rijssen, 17 januari 1962) is een Nederlands voormalig voetbalscheidsrechter.

## Biografie
Wegereef floot in de eredivisie en was ook internationaal actief. Hij maakte in 1988 zijn debuut in het Nederlandse betaald voetbal, als jongste scheidsrechter ooit. Al vrij snel in zijn loopbaan verkreeg hij de bijnaam Jan Regelneef.
In 1995 floot hij zijn eerste wedstrijd in de UEFA Cup, Ararat Jerevan tegen Dinamo Moskou. Wegereef floot op het WK in 2002 de wedstrijd tussen Senegal en Uruguay. Hij gaf twaalf gele kaarten, wat tot dat moment een record was in de WK-historie. Nog dezelfde dag werd het record verbroken door Antonio López Nieto. De Spanjaard gaf in de wedstrijd Kameroen-Duitsland zestien gele kaarten, waarvan vier voor twee spelers.
Wegereef floot de finale van de KNVB beker op 17 mei 2009. Deze wedstrijd werd na penalty's gewonnen door sc Heerenveen.
Wegereef floot geen wedstrijden van Feyenoord meer. Bedreigingen door fans van de Rotterdamse club na een competitiewedstrijd tussen PSV en Feyenoord in april 2002 waren daarvoor de reden.
Op 5 mei 2013 floot hij zijn laatste wedstrijd in het betaald voetbal. Deze wedstrijd ging tussen AZ en PEC Zwolle en werd door AZ met 4-0 gewonnen.
Jan Wegereef woont tegenwoordig in Hellevoetsluis, maar is geboren in Rijssen. Hij heeft enkele columns geschreven op de website van de COVS.

## Schorsingen
- Wegereef werd in het eredivisieseizoen 2006/07 geschorst na de wedstrijd AZ-Ajax (1-1). Hij keurde een doelpunt goed voor AZ wat eigenlijk een overtreding was. Een schot van AZ-speler Danny Koevermans werd gepakt door Ajax-keeper Maarten Stekelenburg en de keeper hield de bal klemvast. Een andere AZ-speler, Demy de Zeeuw, gleed echter met gestrekt been in op Stekelenburg, waardoor die de bal verloor en weer een andere AZ-speler, Maarten Martens, schoot de bal daarna in het doel, waardoor het 1-1 werd. Hierdoor mocht Wegereef tijdelijk geen Ajax-wedstrijden meer fluiten.
- Wegereef werd aan de hand van een discutabele rode kaart aan Ajax-speler Vurnon Anita in de wedstrijd Excelsior - Ajax, gespeeld op zondag 24 oktober 2010, gestraft door de KNVB. In de speelronde daarop floot hij een wedstrijd in de Jupiler League.

## Interlands
| Datum            | Plaats     | Wedstrijd                 | Uitslag | Competitie        | Kreeg geel | Kreeg voor de tweede keer geel en dus rood | Weggestuurd |
| ---------------- | ---------- | ------------------------- | ------- | ----------------- | ---------- | ------------------------------------------ | ----------- |
| 24 april 1996    | Kopenhagen | Denemarken – Schotland    | 2 – 0   | Vriendschappelijk | 2          | 0                                          | 0           |
| 25 februari 1998 | Marseille  | Frankrijk – Noorwegen     | 3 – 3   | Vriendschappelijk | 4          | 0                                          | 0           |
| 6 september 1998 | Skopje     | Macedonië – Malta         | 4 – 0   | EK-kwalificatie   | 4          | 0                                          | 0           |
| 4 september 1999 | Ljubljana  | Slovenië – Georgië        | 2 – 1   | EK-kwalificatie   | 3          | 0                                          | 0           |
| 24 maart 2001    | Göteborg   | Zweden – Macedonië        | 1 – 0   | WK-kwalificatie   | 5          | 0                                          | 0           |
| 17 april 2002    | Hesperange | Luxemburg – Liechtenstein | 3 – 3   | Vriendschappelijk | 0          | 1                                          | 1           |
| 11 juni 2002     | Suwon      | Senegal – Uruguay         | 3 – 3   | WK-eindronde      | 12         | 0                                          | 0           |
| 11 juni 2003     | Toftir     | Faeröer – Duitsland       | 0 – 2   | EK-kwalificatie   | 4          | 0                                          | 0           |
| 9 september 2003 | Dublin     | Ierland – Turkije         | 2 – 2   | Vriendschappelijk | 2          | 0                                          | 0           |
| 31 maart 2004    | Keulen     | Duitsland – België        | 3 – 0   | Vriendschappelijk | 1          | 0                                          | 0           |
| 28 april 2004    | Oslo       | Noorwegen – Rusland       | 3 – 2   | Vriendschappelijk | 0          | 0                                          | 0           |
| 5 juni 2004      | Manchester | Engeland – IJsland        | 6 – 1   | Vriendschappelijk | 0          | 0                                          | 0           |
| 4 september 2004 | Belfast    | Noord-Ierland – Polen     | 0 – 3   | WK-kwalificatie   | 2          | 0                                          | 1           |
| 30 maart 2005    | Boedapest  | Hongarije – Bulgarije     | 1 – 1   | WK-kwalificatie   | 8          | 0                                          | 0           |
| 2 juni 2005      | Tampere    | Finland – Denemarken      | 0 – 1   | Vriendschappelijk | 0          | 0                                          | 0           |
| 8 oktober 2005   | Vilnius    | Litouwen – Servië         | 0 – 2   | WK-kwalificatie   | 3          | 0                                          | 0           |
| 2 september 2006 | Tbilisi    | Georgië – Frankrijk       | 0 – 3   | EK-kwalificatie   | 4          | 0                                          | 0           |
| 6 juni 2007      | Heraklion  | Griekenland – Moldavië    | 2 – 1   | EK-kwalificatie   | 4          | 0                                          | 0           |
| 17 oktober 2007  | Almaty     | Kazachstan – Portugal     | 1 – 2   | EK-kwalificatie   | 4          | 0                                          | 0           |